# Weiherwiesen (Naturschutzgebiet)
Die Weiherwiesen sind ein Naturschutzgebiet auf der Schwäbischen Alb im Naturraum des nördlichen Albuchs auf der Gemarkung der Gemeinde Essingen im baden-württembergischen Ostalbkreis.

## Beschreibung

### Lage
Auf der Schwäbischen Alb sind größere Stillgewässer eine Seltenheit. Zu den Ausnahmen gehören die beiden Weiher des Naturschutzgebiets „Weiherwiesen“, die zwischen Essingen und Bartholomä in einer großen Senke bei Tauchenweiler auf durchschnittlich 670 m Höhe liegen. Das Schutzgebiet umfasst die beiden Weiher mit den umgebenden Wiesen, samt einer Doline, und das in einem Bogen nach Süden führende Trockental (Weiherschlauch).

### Kenndaten
Dieses Gelände wurde am 13. März 1978 per Verordnung des Regierungspräsidiums Stuttgart zum Naturschutzgebiet Nr. 1059 erklärt. Der CDDA-Code für das Naturschutzgebiet lautet 166215 und entspricht der WDPA-ID. Der größte Teil der Fläche von 27,85 Hektar gehört dem Schwäbischen Heimatbund.
Die Weiherwiesen sind Teil des FFH-Gebiets Albuchwiesen (Nr. 7225-341), das seit dem 11. Januar 2019 mit Verordnung des Regierungspräsidiums Stuttgart als Schutzgebiet ausgewiesen wurde und 51,1 ha umfasst.
Die Weiherwiesen mit ihren Dolinen sind seit 22. November 2016 als Geotop Nr. 14992/2742 vom Landesamt für Geologie, Rohstoffe und Bergbau (LGRB) ausgewiesen.

### Schutzzweck
- Schutz und Erhaltung der eindrucksvoll ausgebildeten Karsterscheinungen[2]

- Erhaltung der Feucht- und Heideflächen als Lebensraum einer wertvollen für das Gebiet der Ostalb seltenen Pflanzen- und Tierwelt[2]

- Bewahrung des Gebietes wegen seiner kulturgeschichtlichen Bedeutung einer früher weit verbreiteten Schafzucht[2]

## Schutz und Erhaltung der Karsterscheinungen
Die Gegend um das Wental, zu dem im erweiterten Sinn die Weiherwiesen gehören, sind gekennzeichnet durch starke Karsterscheinungen des Weißjura. Die Weiherwiesen liegen auf einem mächtigen Untergrund aus wasserundurchlässigem, mit Feuersteinknollen (Hornstein) durchsetzten Feuersteinlehm von roter Farbe und hohem Tongehalt. Er bildete sich bei der Verwitterung des Kalksteins unter tropischen Bedingungen im Tertiärzeitalter. Ein Quellgebiet am westlichen Rand der Weiherwiesen speist einen sporadisch fließenden kleinen Bach, durch dessen Anstau die beiden Weiher entstanden sind. Nach wenigen hundert Metern verschwindet das Bächlein aber schon wieder in einer Doline namens Wasserfall. Dieses Wasser tritt in der Quelle des Schwarzen Kochers und in der Ölweiherquelle in Oberkochen wieder zutage, wie Markierungsversuche zeigten.
Im nach Süden führenden Trockental sind ebenfalls Dolinen sichtbar. Das ungewöhnliche Quellgebiet der Weiherwiesen gehört zu den letzten aktiven Quellen des Wentalflusses. Dieser zog in erdgeschichtlicher Vergangenheit durch das heute trockengefallene Wental zum Steinheimer Becken und weiter zur Brenz.

## Erhaltung der Feucht- und Heideflächen
Hier leben Tier- und Pflanzenarten, die es ansonsten in Baden-Württemberg kaum mehr gibt. Viele von ihnen stehen auf den Roten Listen gefährdeter oder vom Aussterben bedrohter Tier- und Pflanzenarten Baden-Württembergs.

### Flora
Früher war in dem Gebiet die Birke vorherrschend. Heute gibt es außer den 1980 nachgepflanzten Exemplaren nur wenige Bäume. Charakteristisch ist der Kontrast der Vegetation auf Feuchtflächen und trockenem Untergrund. Auf den trockenen, sauren Böden wächst eine charakteristische Heide-Vegetation. Als Rarität findet man die quendelblättrige Kreuzblume. Vor allem am unteren Weiher zeigt sich die farbenprächtige Vielfalt einer Trollblumenwiese. Hervorstechende Pflanzen sind Sumpfdotterblume, Trollblume und Breitblättriges Knabenkraut.
Auf wechselfeuchtem Untergrund existieren die Borstgrasrasen mit dem kennzeichnenden Borstgras und der selten gewordenen Arnika (Berg-Wohlverleih). Die Verlandungszonen der Teiche werden von den Seggen (Braun-Seggen) beherrscht. Neben Seggen- und Binsenarten stellen hier Sumpf-Blutauge und Fieberklee eine Besonderheit dar. Im Bach- und Teichröhricht wachsen neben Rohrkolben und Kalmus auch Sumpf-Schwertlilien. An den Ufern und in den Weihern selbst gedeihen Wasserpflanzengesellschaften mit Schwimmendem Laichkraut, Wasserknöterich und Verkanntem Wasserschlauch.

### Fauna
Die Heide- und Feuchtflächen sind Lebensraum für eine vielfältige Tierwelt. Vor allem Wasser- und Sumpfvögeln, Libellen und Lurchen sagt dieses Gebiet zu. Besondere Brutvögel sind Reiherente, Zwergtaucher, Wasserralle und Wachtelkönig. Auch für Zugvögel hat das Gebiet eine besondere Anziehungskraft als Rastplatz. Über zwanzig Libellenarten wurden nachgewiesen, darunter die seltene Speer-Azurjungfer. Im Frühjahr laichen in großer Zahl Grasfrösche, Erdkröten und Teichfrösche. Im moorigen Wasser tummeln sich verschiedene Molcharten. Die Trollblumenwiesen locken eine Reihe von Insekten an, darunter zahlreiche Schmetterlinge.

## Bewahrung des Gebietes wegen seiner kulturgeschichtlichen Bedeutung

### Frühe Besiedlung
Wegen seiner sauren, nährstoffarmen Böden wurde der Albuch erst relativ spät besiedelt, mit Ausnahme der Weiherwiesen. Bodenfunde und Grabhügel in der Umgebung belegen die Anwesenheit des Menschen schon ab der mittleren Bronzezeit (1600 bis 1300 v. Chr.). Der Feuersteinlehm ermöglichte die Produktion von Keramik. Schon in der frühen Eisenzeit verhütteten die Kelten das vorkommende kugelige Bohn- und streifige Schwartenerz. Die Anwesenheit der Römer bezeugt die Entdeckung eines römischen Kastells im Jahr 1987 durch den Luftbildarchäologen Otto Braasch. Das Kastell, im Jahr 1990 ausgegraben, diente der Sicherung des Alblimes, einer natürlichen Grenze, die vom Albtrauf gebildet wurde. Die Eisenerze in der Umgebung lockten vom 3. bis 5. Jahrhundert alamannische Siedler an. Vom frühen Mittelalter bis zur Neuzeit wurde in großem Umfang Eisenerz abgebaut. Das Erz wurde in Essingen und später in Königsbronn verhüttet. Damit verbunden war intensive Köhlerei, die den Wald zurückdrängte.

### Entwicklung vom Mittelalter zur Neuzeit
Ständige Ansiedlungen gab es erst nach 1000 n. Chr., vorwiegend Einzelgehöfte und Weiler, von denen die meisten abgegangen sind. Es wurde Ackerbau und Weidewirtschaft (Hutweide) betrieben und man staute dazu Wasser in vielen Hülben auf.
Klimaverschlechterung, Kriege und Pest entvölkerten die Region. Die wechselnden Grundherren nutzten das menschenleere Gebiet zum Holzeinschlag, für die Jagd und legten herrschaftliche Rinder- und Schafweiden an mit gutshofartigen Viehhöfen, wie beispielsweise Tauchenweiler, 1479 erstmals urkundlich erwähnt (heute Gaststätte). Auch die überdauernden Gemeinden, wie beispielsweise Essingen, erweiterten ihre Gemarkungen und Weiderechte in diesem Gebiet. Die Anlage der Weiher ist für das 16. Jahrhundert pollenanalytisch belegt. Der obere größere und tiefere Weiher diente der Schafwäsche von bis zu 20 000 Schafen im Jahr, der untere kleinere Weiher der Fischzucht, als Viehtränke und Wasserreservoir für Notzeiten.
Die Schafhaltung zur Wollerzeugung nahm jedoch im 19. Jh. wegen der Konkurrenz aus Übersee stark ab. Die Weiher wurden zur Schafwäsche nicht mehr benötigt und verlandeten. Nach dem Zweiten Weltkrieg lohnte sich auch die Rinderhaltung nicht mehr. Die Futter- und Streuwiesen wurden nicht mehr gebraucht, nach und nach aufgelassen und teilweise aufgeforstet.

### Schutzmaßnahmen
Der Vegetationskundler Rudolf Hauff schlug schon 1936 vor, die Weiherwiesen wegen ihres besonderen Landschaftsbildes und ihrer wertvollen Flora und Fauna unter Schutz zu stellen. 1942 konnte der Schwäbische Heimatbund, damals noch «Bund für Heimatschutz», erste Grundstücksankäufe im Bereich des unteren Weihers tätigen. Um zu verhindern, dass das wertvolle Feuchtgebiet durch fortgesetzte illegale Aufforstungen ganz verloren geht, kaufte der schwäbische Heimatbund mit Unterstützung der Bezirksstelle für Natur- und Landschaftspflege Stuttgart (BNL) ab 1960 nahezu alle Grundstücke auf und beseitigte die Neuaufforstungen.
1969 wurde der untere Weiher und 1977 der obere Weiher an historischer Stelle durch die Instandsetzung der Dämme wiederhergestellt. Auf Betreiben des BNL erfolgte 1978 die Umwandlung des bereits 1949 ausgewiesenen Landschaftsschutzgebietes, unter Verzicht auf den ackerbaulich genutzten Weiherplatz, in ein Naturschutzgebiet mit einer Fläche von 27,85 Hektar.
Seit dem Jahr 2000 liegt die Betreuung des Schutzgebietes in den Händen des Landschaftserhaltungsverbands Ostalbkreis, der Erhaltung und fachgerechte Pflege sicherstellt.
Mit seinen markanten Hutweidebaum-Relikten, Heidekraut- und Borstgrasrasen, bunten Trollblumenwiesen, Feuchtzonen, Röhrichtbeständen und weiten Wasserflächen stellt das Terrain ein beliebtes Wandergebiet dar.
Die Wegeführung wurde wegen der Überbeanspruchung (Trampelpfade, wildes Picknicken) durch eine seit der Remstalgartenschau 2019 und der Covid-19-Pandemie stark gesteigerte Besucherzahl im Jahr 2021 neu geregelt. Die strengere Besucherlenkung soll die empfindliche Flora und Fauna durch größere Ruhezonen besser schützen.